# 제54회 백상예술대상
제54회 백상예술대상은 2018년 5월 3일에 열린 시상식이다.

## 수상 및 후보

### 영화 대상
- 1987 - 장준환 수상

### 영화 작품상
- 남한산성 - 황동혁 수상
- 1987 - 장준환
- 박열 - 이준익
- 신과함께-죄와 벌 - 김용화
- 택시운전사 - 장훈

### 영화 감독상
- 신과함께-죄와 벌 - 김용화 수상
- 강철비 - 양우석
- 1987 - 장준환
- 택시운전사 - 장훈
- 남한산성 - 황동혁

### 영화 시나리오상
- 1987 - 김경찬 수상
- 범죄도시 - 강윤성
- 택시운전사 - 엄유나
- 강철비 - 양우석, 정하용
- 박열 - 황성구

### 영화 예술상
- 신과함께-죄와 벌 - 진종현 수상
- 불한당: 나쁜 놈들의 세상 - 김상범
- 1987 - 김우형
- 악녀 - 권귀덕
- 군함도 - 이후경

### 영화 신인감독상
- 범죄도시 - 강윤성 수상
- 여배우는 오늘도 - 문소리
- 용순 - 신준
- 꿈의 제인 - 조현훈
- 소공녀 - 전고운

### 영화 남자최우수연기상
- 1987 - 김윤석 수상
- 범죄도시 - 마동석
- 불한당: 나쁜 놈들의 세상 - 설경구
- 택시운전사 - 송강호
- 강철비 - 정우성

### 영화 여자최우수연기상
- 아이 캔 스피크 - 나문희 수상
- 악녀 - 김옥빈
- 리틀 포레스트 - 김태리
- 지금 만나러 갑니다 - 손예진
- 박열 - 최희서

### 영화 남자조연상
- 1987 - 박희순 수상
- 신과함께-죄와 벌 - 김동욱
- 불한당: 나쁜 놈들의 세상 - 김희원
- 강철비 - 조우진
- 범죄도시 - 진선규

### 영화 여자조연상
- 침묵 - 이수경 수상
- 아이 캔 스피크 - 염혜란
- 대립군 - 이솜
- 침묵 - 이하늬
- 불한당: 나쁜 놈들의 세상 - 전혜진

### 영화 남자신인연기상
- 꿈의 제인 - 구교환 수상
- 범죄도시 - 김성규
- 박열 - 김준한
- 폭력의 씨앗 - 이가섭
- 범죄도시 - 허성태

### 영화 여자신인연기상
- 박열 - 최희서 수상
- 꾼 - 나나
- 용순 - 이수경
- 꿈의 제인 - 이주영
- 리틀 포레스트 - 진기주

### TV 대상
- 비밀의 숲 - tvN 수상

### TV 작품상(드라마)
- 마더 - tvN 수상
- 미스티 - 모완일
- 비밀의 숲 - 안길호
- 쌈, 마이웨이 - 이나정 외 1명
- 황금빛 내 인생 - 김형석

### TV 작품상(예능)
- 효리네 민박 - JTBC 수상
- 나 혼자 산다 - 황지영 외 1명
- 나만 믿고 따라와, 도시어부 - 장시원 외 10명
- 어서와~ 한국은 처음이지? - 문상돈 외 7명
- 윤식당2 - 나영석

### TV 작품상(교양)
- 땐뽀걸즈 - KBS 수상
- 그것이 알고 싶다 - 사라진 고문 가해자들 - 이광훈 외 6명
- 나는 자연인이다 - 박성우 외 7명
- 순례 - 윤찬규 외 2명
- 세상에 나쁜 개는 없다

### TV 연출상
- 품위있는 그녀 - 김윤철 수상
- 마더 - 김철규
- 미스티 - 모완일
- 슬기로운 감빵생활 - 신원호
- 비밀의 숲 - 안길호

### TV 극본상
- 비밀의 숲 - 이수연 수상
- 품위있는 그녀 - 백미경
- 쌈, 마이웨이 - 임상춘
- 슬기로운 감빵생활 - 정보훈
- 마더 - 정서경

### TV 예술상
- 순례(촬영) - 최성우 수상
- 쌈, 마이웨이(촬영) - 박성
- 윤식당2(미술) - 윤상윤
- 일밤 - 복면가왕(음악) - 임현기
- 미스티(촬영) - 장종경

### TV 남자최우수연기상
- 비밀의 숲 - 조승우 수상
- 역적 : 백성을 훔친 도적 - 김상중
- 쌈, 마이웨이 - 박서준
- 돈꽃 - 장혁
- 황금빛 내 인생 - 천호진

### TV 여자최우수연기상
- 미스티 - 김남주 수상
- 품위있는 그녀 - 김선아
- 품위있는 그녀 - 김희선
- 황금빛 내 인생 - 신혜선
- 마더 - 이보영

### TV 남자조연상
- 슬기로운 감빵생활 - 박호산 수상
- 리턴 - 봉태규
- 쌈, 마이웨이 - 안재홍
- 비밀의 숲 - 유재명
- 품위있는 그녀 - 정상훈

### TV 여자조연상
- 키스 먼저 할까요? - 예지원 수상
- 황금빛 내 인생 - 나영희
- 부암동 복수자들 - 라미란
- 쌈, 마이웨이 - 송하윤
- 미스티 - 전혜진

### TV 남자신인연기상
- 사랑의 온도 - 양세종 수상
- 학교 2017 - 김정현
- 슬기로운 감빵생활 - 박해수
- 구해줘 - 우도환
- 비밀의 숲 - 이규형

### TV 여자신인연기상
- 마더 - 허율 수상
- 언니는 살아있다 - 다솜
- 학교 2017 - 세정
- 황금빛 내 인생 - 서은수
- 그냥 사랑하는 사이 - 원진아

### TV 남자예능상
- 아는 형님 - 서장훈 수상
- SNL 코리아 - 권혁수
- 전지적 참견 시점 - 유병재
- 미운 우리 새끼 - 이상민
- 나 혼자 산다 - 전현무

### TV 여자예능상
- 전지적 참견 시점 - 송은이 수상
- 개그콘서트 - 강유미
- 비디오스타 - 김숙
- 나 혼자 산다 - 박나래
- 개그콘서트 - 이수지

### 인기상
- 슬기로운 감빵생활 - 정해인 수상
- 당신이 잠든 사이에 - 수지 수상

### 바자 아이콘상
- 나나 수상